# John Amery

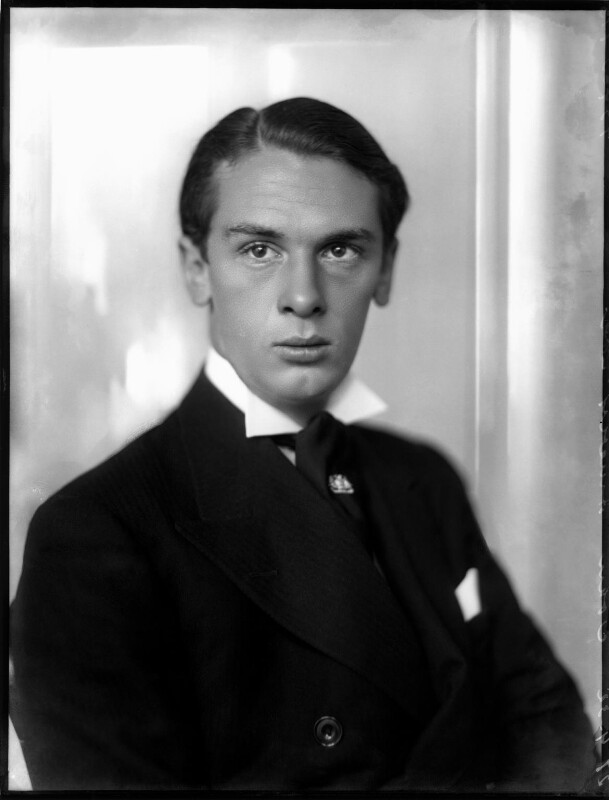
John Amery, 1932

John Amery (ur. 14 marca 1912 w Londynie, zm. 19 grudnia 1945 tamże) – faszysta, hitlerowski kolaborant podczas II wojny światowej, założyciel Wolnego Korpusu Brytyjskiego i następnie propagandysta radiowy.

## Młodość
Syn konserwatywnego ministra Indii w rządzie Winstona Churchilla, Leopolda Amery’ego. Uczęszczał do szkoły Harrow w Londynie, gdzie – jak wspominali jego wychowawcy – sprawiał wiele trudności awanturniczym i hulaszczym trybem życia (przez kilka semestrów był wydalony ze szkoły i trzymany pod opieką prywatnego korepetytora). Po ukończeniu szkoły zajął się biznesem, z którego wycofał się w 1936 r. po bankructwie. Wyjechał do Paryża we Francji.

## Lata międzywojenne i początek II wojny światowej
W październiku tego roku udał się do ogarniętej wojną domową Hiszpanii, gdzie stanął po stronie gen. Francisco Franco. Początkowo zajmował się jedynie dostawą broni dla frankistów. Jednak już w 1937 r. mianowano go oficerem wywiadu włoskich wojsk ochotniczych, a po zakończonym konflikcie odznaczony został orderem za bohaterstwo na polu walki. W Hiszpanii poznał też swojego późniejszego przyjaciela Jacques’a Doriota, przywódcę faszystowskiej Francuskiej Partii Ludowej. W kolejnych latach podróżowali obaj po Austrii, Czechosłowacji, Włoszech i Niemczech, gdzie obserwowali rozwój ugrupowań faszystowskich, aż w końcu zamieszkali we Francji, gdzie zastała ich wojna i okupacja kraju przez Niemców. John Amery wspierał wówczas działalność J. Doriota i jego kolaboranckiego ugrupowania. Nie mógł pogodzić się z faktem, że jego ojczyzna znalazła się w stanie wojny z Niemcami (jego ojciec znalazł się w gabinecie wojennym W. Churchilla, a brat Julian służył w wojsku brytyjskim w stopniu kapitana).

## Okres kolaborancki
Pod koniec 1941 r. zainteresowały się nim władze niemieckie. Po rozpoczęciu wojny z ZSRR 22 czerwca tego roku, zaproponował on Niemcom sformowanie ochotniczej jednostki brytyjskiej do walki z Sowietami. W jej skład mieliby wchodzić Anglicy tak z terenów Zjednoczonego Królestwa, jak też obozów jenieckich. Propozycja ta została przyjęta z gorącą aprobatą przez Adolfa Hitlera. W celu wykonania tego zadania J. Amery od jesieni 1942 r. rozpoczął nadawanie propagandowych, anglojęzycznych programów w Radiu Berlin, w których zachęcał rodaków, aby wstępowali do tworzonego z jego inicjatywy Legionu Św. Jerzego, w celu obrony Europy przed komunizmem. Tłumaczył rodakom, że polityka W. Churchilla prowadzi do nieuchronnego rozpadu Imperium Brytyjskiego i służy jedynie interesom Żydów, Amerykanów i Rosjan. W styczniu 1943 r. odwiedził północną Francję i spotkał się z J. Doriotem, który zapoznał go z doświadczeniami przy tworzeniu Legionu Ochotników Francuskich przeciw Bolszewizmowi (Légion des Volontaires Français contre le Bolchevisme). Efekty propagandowej działalności J. Amery’ego były jednak bardzo małe. Do kwietnia 1943 r. udało się zwerbować jedynie ok. 60 ochotników, z których w Legionie Św. Jerzego, przemianowanego po pewnym czasie na Wolny Korpus Brytyjski (Britisches Freikorps), pozostała tylko połowa. W tym czasie Niemcy zrezygnowali z jego dalszych usług w sprawie Korpusu. Powrócił więc ponownie do radia, w którym znowu nadawał propagandowe audycje. Pod koniec 1944 r. udał się do północnych Włoch, gdzie zaangażował się w organizowanie faszystowskiego państwa pod nazwą Włoska Republika Socjalna pod przywództwem Benito Mussoliniego. W imieniu Duce prowadził działania propagandowe, wygłaszając przemówienia i prowadząc audycje dla włoskiego radia.

## Końcowy okres życia
W kwietniu 1945 r., po zamordowaniu B. Mussoliniego, Amery został schwytany przez komunistycznych partyzantów w Mediolanie i wkrótce potem przekazany władzom brytyjskim. Przesłuchiwany przez brytyjskie służby specjalne, a następnie oskarżony o zdradę stanu. Rozprawa odbyła się 14 listopada 1945 r., podczas której przyznał się do 8 aktów zdrady, oświadczając jednocześnie, że jego działania nigdy nie były wymierzone w Wielką Brytanię, a jedynie w znienawidzonych przez niego Sowietów. Został ostatecznie skazany na karę śmierci przez powieszenie. Jego pasywną postawę przed sądem komentatorzy tłumaczyli swoistą lojalnością wobec ojca i brata, którzy wciąż byli aktywnymi politykami Partii Konserwatywnej.
Pomimo wstawienia się za nim wielu znanych osobistości ze świata polityki wyrok wykonano 19 grudnia. Egzekutorem był słynny angielski kat Albert Pierrepoint. John Amery miał mu powiedzieć, wchodząc na szafot: Dzień dobry! Zawsze chciałem pana poznać, ale oczywiście nie w takich okolicznościach. Został pochowany na terenie londyńskiego więzienia Old Bailey w nieoznaczonej mogile, a jego matce nigdy nie pozwolono na odwiedzenie grobu.